# Vélymche
Vélymche (ucraniano: Ве́лимче; polaco: Wielimcze) es un municipio rural y pueblo de Ucrania perteneciente al raión de Kóvel de la óblast de Volinia.
En 2018 el municipio tenía una población de 3786 habitantes, de los que algo menos de tres mil vivían en la capital municipal y el resto repartidos en tres pedanías. El municipio fue fundado en 2017 mediante la fusión de los consejos rurales de Vélymche (con su pedanía Doshne) y Datýn (con su pedanía Zapilia).
Se ubica unos 10 km al suroeste de Kamin-Kashyrski.

## Historia
En el Imperio ruso era sede de una vólost en el uyezd de Kóvel de la gobernación de Volinia. Hasta 2020 formó parte del raión de Ratne.